# Elverhøy
Elverhøy è l'album di debutto della cantante norvegese Helene Bøksle, pubblicato il 2 maggio 2006 su etichetta discografica Polydor Records e distribuito dalla Universal Music Norway.

## Tracce
1. Heiemo og nykkjen – 4:43
2. Måneskinsmøyane – 4:06
3. Natta vi har – 3:59
4. Blomen fell – 4:03
5. Dans på rusakula – 3:04
6. Isimo – 3:53
7. Til elverhøy – 1:02
8. Elverhøy – 3:41
9. Nattegalen – 3:59
10. Balladen om Signe Lita – 1:19
11. Signe Lita – 4:27
12. Det stig av hav eit alveland – 4:23

## Classifiche
| Classifica (2006) | Posizione massima |
| ----------------- | ----------------- |
| Norvegia          | 11                |